# Wiesław Słomka
Wiesław Stanisław Słomka (ur. 14 sierpnia 1947 w Radomiu, zm. 25 lutego 2019) – polski działacz partyjny, państwowy i gospodarczy, w latach 1989–1990 wicewojewoda skierniewicki.

## Życiorys
Syn Mikołaja i Marii. Kształcił się m.in. na studiach z nauk politycznych w Akademii Nauk Społecznych w Moskwie (1979–1981). Działał kolejno w Związku Młodzieży Socjalistycznej (1965–1976) i Zrzeszeniu Studentów Polskich (1968–1973). W 1970 wstąpił do Polskiej Zjednoczonej Partii Robotniczej. W 1975 został sekretarzem, a od 1976 do 1978 był szefem rady wojewódzkiej Federacji Związków Socjalistycznej Młodzieży Polskiej. W latach 1976–1981 członek prezydium Głównej Komisji Rewizyjnej ZSMP w Warszawie. 
Od 1975 do 1978 należał do egzekutywy Komitetu Wojewódzkiego PZPR w Skierniewicach, następnie do 1979 kierował kancelarią tamtejszego I sekretarza. W latach 1982–1986 kierował Rejonowym Ośrodkiem Pracy Partyjnej w Skierniewicach, a w latach 1986–1988 – Wydziałem Ekonomicznym KW PZPR w Skierniewicach. Od 1989 do 1990 pełnił funkcję wicewojewody skierniewickiego. W III RP przez wiele lat był członkiem zarządu i dyrektorem Skierniewickiej Izby Gospodarczej, kierował także Łódzko-Mazowieckim Klastrem Owocowo-Warzywnym.
2 marca 2019 został pochowany w Radomiu.